# Cancillería del Reich
La Cancillería del Reich (en alemán: Reichskanzlei, pronunciado /ˈʁaɪ̯çskant͡sˌlaɪ̯/ (escucharⓘ)) era el nombre tradicional de la oficina del canciller de Alemania (en alemán: Reichskanzler, pronunciado /ˈʁaɪ̯çsˌkant͡slɐ/ (escucharⓘ)) desde 1871 hasta 1945. Hoy la oficina se suele denominar Kanzleramt (Oficina del Canciller), o más formalmente Bundeskanzleramt (Oficina del Canciller Federal).
El término Reichskanzlei también se refiere a varios edificios que albergaban los niveles superiores del gobierno de Alemania.

## Historia

### Antigua Cancillería del Reich

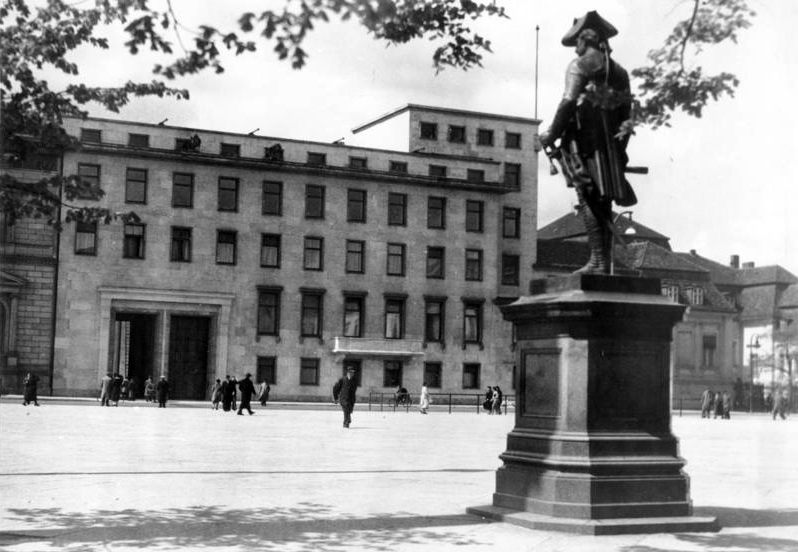
Anexo de la Antigua Cancillería del Reich, 1939.

Cuando se produjo la alianza militar de la Confederación Alemana del Norte, ésta se reorganizó como un Estado federal a partir del 1 de julio de 1867, creándose la oficina de un Canciller Federal (Bundeskanzler). Su sede se fijó en la capital prusiana, Berlín, y con el personal del primer ministro prusiano Otto von Bismarck. Después de la unificación de Alemania, el 18 de enero de 1871, por la adhesión de los Estados del sur de Alemania, Bismarck fue el Canciller del Reich del nuevo Imperio Alemán.
En 1869 el gobierno del Estado de Prusia había adquirido el palacio en la ciudad antigua del Príncipe Antoni Radziwiłł en la calle Wilhelmstraße n.º 77 (Palais Schulenburg), que desde 1875 fue reconstruido como el edificio oficial de la Cancillería y se inauguró con las reuniones del Congreso de Berlín en julio de 1878. La Wilhelmstraße, cercana a la Puerta de Brandeburgo, se convirtió en el eje de todos los edificios del gobierno alemán y en sinónimo del poder político, término que se siguió usando durante la Alemania nazi. El palacio original se amplió significativamente por la construcción de un anexo moderno terminado en 1930. Cuando en 1935 los arquitectos Paul Troost y Leonhard Gall rediseñaron el interior como el domicilio de Adolf Hitler, se agregó un invernadero en el jardín con un sótano a prueba de bombas (Vorbunker), que a partir de 1936 fue ampliado continuamente y comunicado con el búnker de la Nueva Cancillería, conocido como el Führerbunker.

### Nueva Cancillería del Reich

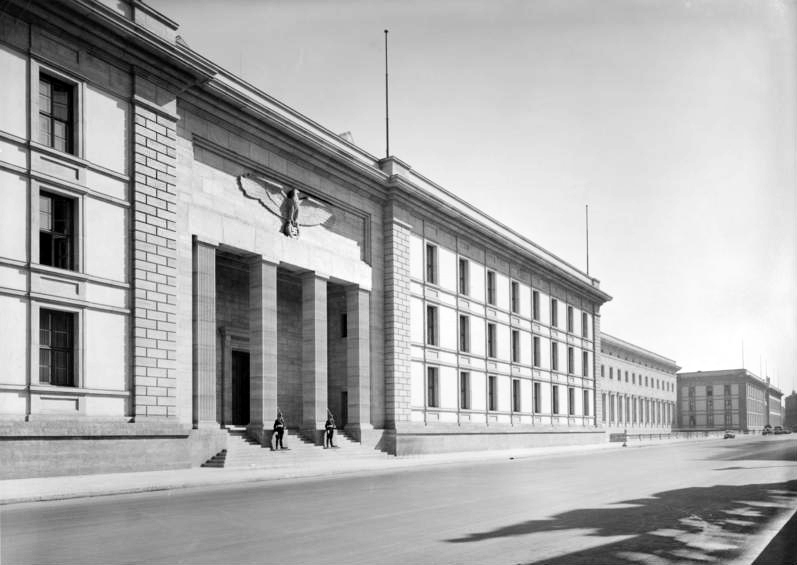
Nueva Cancillería del Reich, 1939.

En 1938, Hitler encargó a su arquitecto favorito Albert Speer la construcción del Palacio de la Nueva Cancillería del Reich, solicitando que el edificio se completara en un año. El Palacio debía ocupar una manzana completa, con un gran parque interior, integrar la Vieja Cancillería, el Palacio Borsig del siglo XIX, ubicado en la esquina, y contar con un cuartel para la Primera División de las Waffen-SS que constituía la guardia de corps de Hitler. Aunque en Berlín se levantaba el antiguo Palacio Real de Berlín (Humboldt Forum), los presidentes de la República de Weimar e Hitler no lo utilizaron por su asociación con la monarquía. El régimen nazi requería de fortalecer la Wilhelmstrasse como símbolo político y por ello se decidió construir la Nueva Cancillería en ese lugar.
En el subsuelo de la Cancillería se construyó el Führerbunker, donde Hitler se suicidó al final de la Segunda Guerra Mundial en 1945. La Nueva Cancillería del Reich tenía la dirección n.º 6 de Voßstraße y fue construida sobre una serie de antiguos edificios, como varias embajadas en Prusia de los desaparecidos Estados alemanes, como Baden, Sajonia y Baviera.
Hitler encargó a Speer construir la Nueva Cancillería a fines de enero de 1938, aunque la planificación preliminar se había iniciado cuatro años antes. Hitler comentó que la Antigua Cancillería de la era de Bismarck era «apta para una empresa de jabones», pero no era adecuada como sede del Reich alemán. La Vieja Cancillería seguía siendo la residencia oficial del canciller con sus salas de representación reformadas en la planta baja y habitaciones privadas en el piso superior, donde Hitler vivió en la llamada Führerwohnung ('apartamento del Führer'). Asignó a Speer el trabajo de crear salas y salones en el nuevo edificio que fueran muestra del poderío del Tercer Reich e impresionaran a los habitantes de Berlín y a los diplomáticos extranjeros.

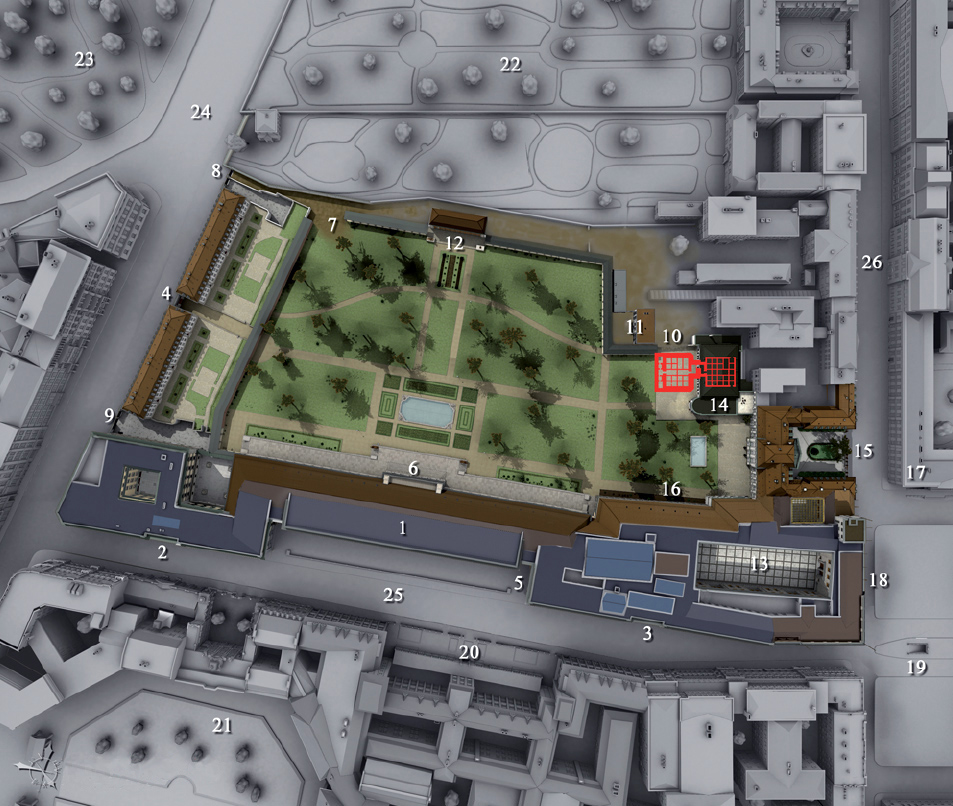
Localización de la Antigua (15) y Nueva Cancillería (1) con el Führerbunker (10).

Hitler puso toda la parte norte de la calle Vossstraße a disposición de Speer. A Speer se le dio un cheque en blanco —Hitler dijo que el costo del proyecto era irrelevante— y se le encargó que el edificio sea de construcción sólida y que se concluya en el mes de enero siguiente, a tiempo para la próxima recepción diplomática anual que se celebrará en el nuevo edificio. Al final, la Nueva Cancillería costó más de 90 millones de Reichsmark, que equivalen a más de mil millones de dólares de hoy.
Speer dijo en su autobiografía que completó la tarea de limpieza del sitio, diseño, construcción y equipamiento del edificio en menos de un año. Más de 4000 operarios trabajaban en turnos, por lo que el trabajo podría llevarse a cabo durante todo el día. Este proyecto se terminó 48 horas antes de lo previsto, y el proyecto de Speer le ganó reputación como un buen organizador, que, junto con el aprecio de Hitler por Speer, le permitió convertirse en ministro de Armamento durante la Segunda Guerra Mundial.

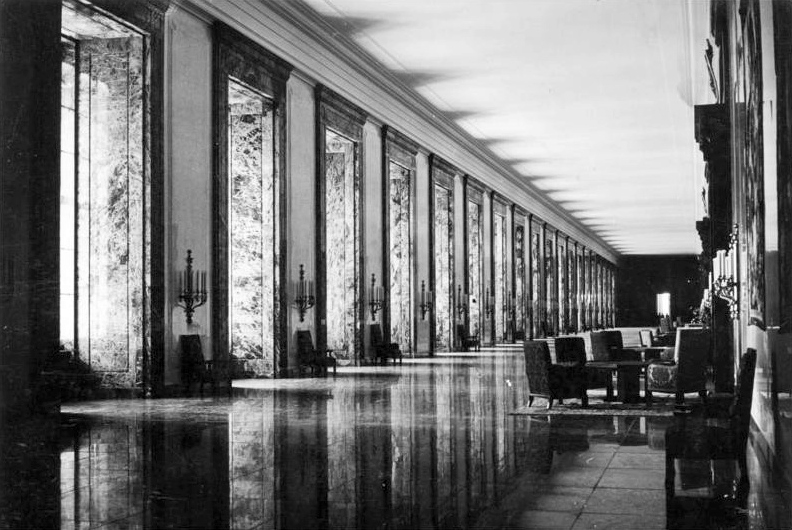
Nueva Cancillería: galería, 1939.

En sus memorias, Speer describe la impresión que la Reichskanzlei produjo en los diplomáticos extranjeros:

Desde la Wilhelmsplatz un diplomático es conducido por medio de las grandes puertas de acceso vehicular al Patio de Honor. Luego de ser recibido en el pórtico del patio interior, pasa a una sala de recepción de tamaño medio, de la cual las puertas dobles tienen casi diecisiete metros de altura y dan acceso a una gran sala revestida en mosaico y mármol rojo. A continuación, sube varios niveles, cruza a través de una sala redonda con techo abovedado y ve ante él una gran galería de 480 pies (146,3 m) de largo. Hitler quedó particularmente impresionado por mi galería, ya que fue dos veces más grande que la Galería de los Espejos en el Palacio de Versalles.

Hitler estaba encantado: «¡En la larga caminata desde la entrada hasta la sala de recepción, los extranjeros van a hacerse una idea del poder y la grandeza del Reich alemán!», dijo. Durante los próximos meses pidió ver los planes una y otra vez, pero intervino muy poco en este edificio, a pesar de que fue diseñado por él personalmente. Él me dejó trabajar libremente.

La serie de habitaciones que conducían a la galería de recepción de Hitler estaban decoradas con una gran variedad de materiales y colores, y ascendieron a 220 m (725 ft) de longitud. La galería en sí era de 145 m (480 ft) de largo y sus ventanas daban a la Vosstrasse. La propia oficina de Hitler era de 400 metros cuadrados y estaba ubicada en el centro del complejo, con grandes ventanales que tenían vista a los jardines de la Cancillería. Una gran portada destacaba en la fachada interior el sitio del despacho de Hitler. En las puertas del despacho de Hitler hacían guardia de honor dos soldados de la Primera División de las Waffen-SS, llamada «Leibstandarte SS Adolf Hitler», con uniformes negros. Los mismos soldados montaban guardia en las entradas principales de la Cancillería y tenían su cuartel general en un edificio anexo.
Desde el exterior, la cancillería tenía un aspecto severo, inspirado tanto por el neoclasicismo cuanto por el art decó «sobrio» que caracterizaron la arquitectura nazi. Tenía tres niveles, ventanas cuadradas y varias astas para sendas banderas nacionales. Desde la Wilhelmplatz, los visitantes que llegaban en coche entraban a un patio de honor (Ehrenhof). La entrada principal del edificio estaba flanqueada por dos estatuas de bronce del escultor Arno Breker: Die Wehrmacht y Die Partei (las Fuerzas Armadas y el Partido Nazi).

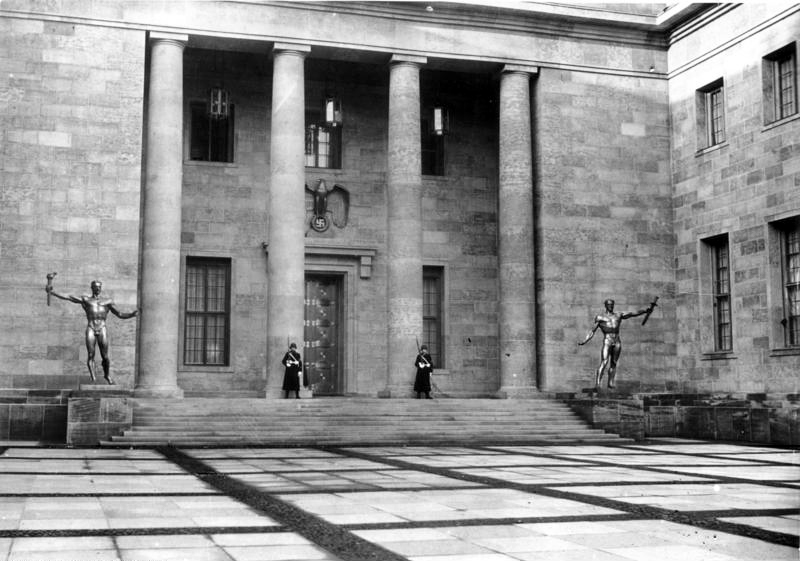
Patio de la Nueva Cancillería del Reich con las estatuas El partido y El ejército.

Hitler quedó muy impresionado con el edificio y fue inusualmente efusivo en sus alabanzas a Speer, calificando al arquitecto como «genio». El inmenso estudio del canciller fue uno de los favoritos del dictador.
La larga mesa con cubierta de mármol en el estudio de Hitler fue una parte importante del cuartel general del líder nazi, el estudio fue utilizado para las conferencias militares de 1944. Un gran globo terráqueo dominaba la decoración del severo despacho, así como un retrato de Bismarck. Por otro lado, la sala de Gabinete nunca fue usada para los fines previstos.
Unos 4.000 trabajadores fueron empleados en la construcción de la nueva Cancillería del Reich. Speer recuerda que la mano de obra conjunta —albañiles, carpinteros, fontaneros, etc.– fueron invitados a inspeccionar el edificio terminado.
La Nueva Cancillería del Reich sufrió graves daños durante la batalla de Berlín al final de la Segunda Guerra Mundial en 1945. El Palacio fue defendido por las últimas divisiones del Ejército alemán y las Waffen-SS cuando Hitler se encontraba en su búnker hasta el día de su suicidio. Hitler no estuvo mucho tiempo en la Nueva Cancillería, pues sus Cuarteles Generales del Führer como la Guarida del Lobo en la Prusia Oriental (actualmente en Polonia) o las casas del Berghof en Baviera fueron sus cuarteles generales durante la guerra. Solo volvió a Berlín para morir en los últimos días de la caída de la Alemania Nazi. La Cancillería fue dañada por los bombardeos aliados y la artillería rusa. Fotos de la época muestran la destrucción con bombas de alto poder de varias secciones de la Nueva Cancillería, como la entrada desde la Vosstrasse y del edificio anexo de la Vieja Cancillería, junto con las puertas de acceso vehicular del Patio de Honor. En contraste, el parque interior y los accesos al Búnker no parecen haber sido afectados por los bombardeos. Los aliados encontraron en buen estado todo el cuerpo central del Palacio, incluyendo la gran galería y el despacho de Hitler.
Tras la caída de Berlín, el destruido palacio fue visitado por el primer ministro británico Winston Churchill y por el mariscal del Ejército Rojo Gueorgui Zhúkov, que se tomaron varias fotos en las ruinas del despacho de Hitler y en la entrada del Führerbunker. Grupos de periodistas aliados visitaron también el sitio tras la ocupación rusa.

### Desaparición

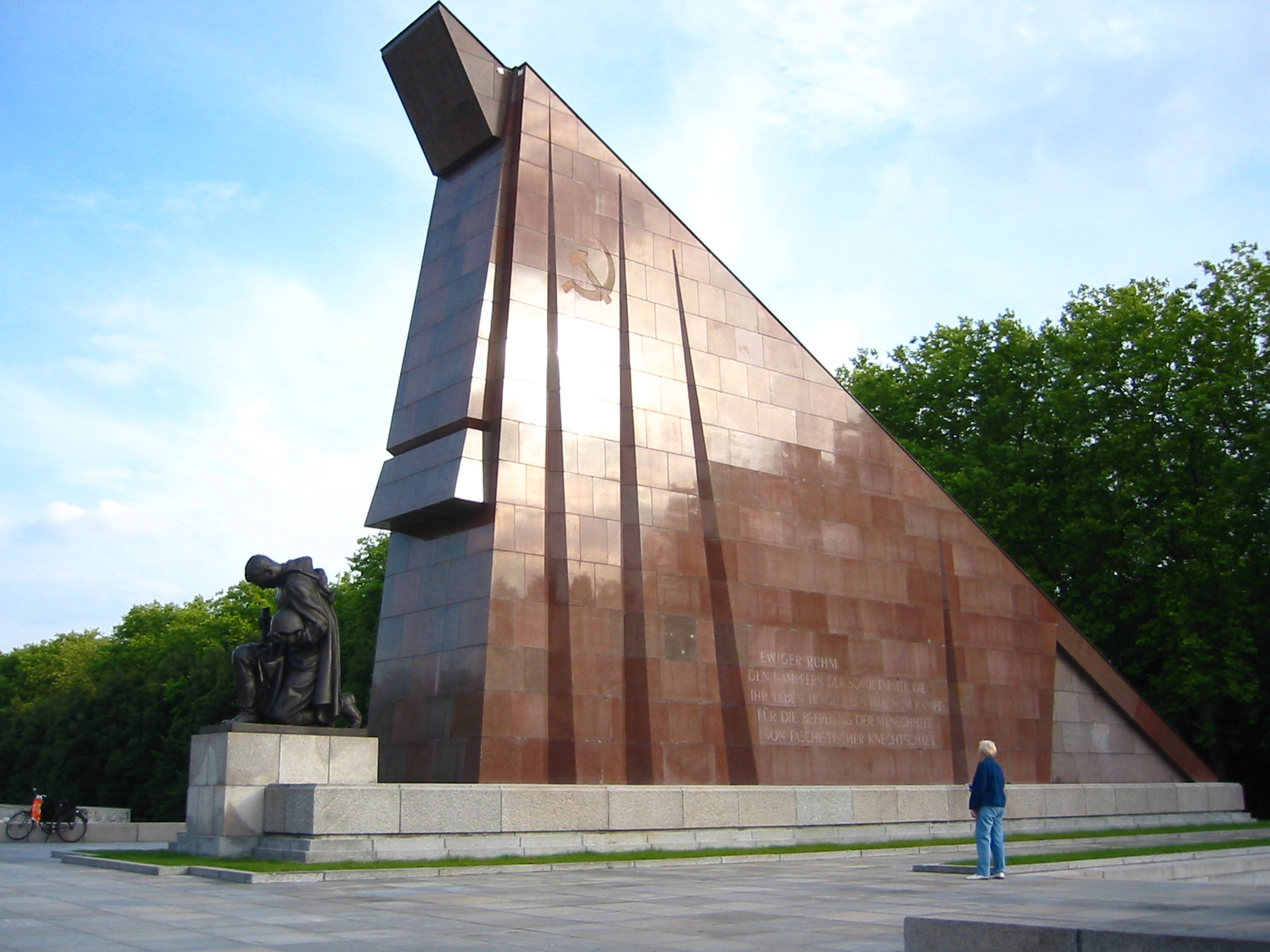
Parte del Monumento de Guerra Soviético en Treptower Park, en mármol rojo procedente de la Nueva Cancillería.

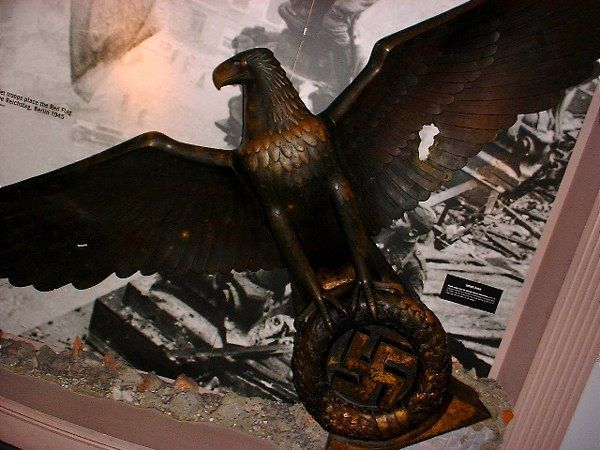
Águila de bronce de la Nueva Cancillería en el Museo Imperial de Londres.

Después de la guerra, las ruinas del complejo de la Cancillería fueron demolidas por orden de las fuerzas de ocupación soviéticas, entre 1945 y 1950. Se dice que partes de las paredes de mármol rojo del edificio fueron utilizadas para construir el monumento de guerra soviético en Treptower Park o para renovar la cercana estación de U-Bahn de Mohrenstraße dañada por los efectos de la guerra, que es una primera versión de una leyenda urbana.
Se sabe también que algunos de los mármoles rojos de la Cancillería fueron empleados en las palaciegas estaciones del metro de Moscú. También un calentador de las salas de Hitler fue usado en un hospital protestante.
El solar permaneció sin edificar hasta 1988, cuando la República Democrática Alemana decidió que el espacio ocupado por la Vieja y la Nueva Cancillería fuera reedificado con bloques de apartamentos de uso residencial. Los últimos vestigios del Búnker fueron dinamitados y la Vossstraße nunca más volvió a ser la sede del poder político alemán.
Actualmente la Cancillería Federal de Alemania ocupa un moderno y nuevo edificio a orillas del río Spree, en las cercanías del complejo formado por el edificio del Reichstag restaurado y varios edificios del Parlamento Federal. El despacho del canciller tiene apenas 140 metros cuadrados. Estos edificios se encuentran más al norte de la Wilhelmstrasse.